# الهادي فيصل واضح
الهادي فيصل واضح (من مواليد 24 سبتمبر 1983 في البليدة، الجزائر)، لاعب كرة قدم جزائري يلعب حاليًا كحارس مرمى لفريق جمعية الخروب في الرابطة الجزائرية المحترفة الثانية.
لعب في أندية اتحاد البليدة (شباب)( 2002 - 2003)، اتحاد البليدة (2003 - 2008)، مولودية سعيدة (2008 - 2009)، اتحاد عنابة (2009).

## روابط خارجية
- الهادي فيصل واضح على موقع قاعدة بيانات كرة القدم.إي يو (الإنجليزية)
- الهادي فيصل واضح على موقع Soccerway.com (الإنجليزية)